# 프랭코 모스키노

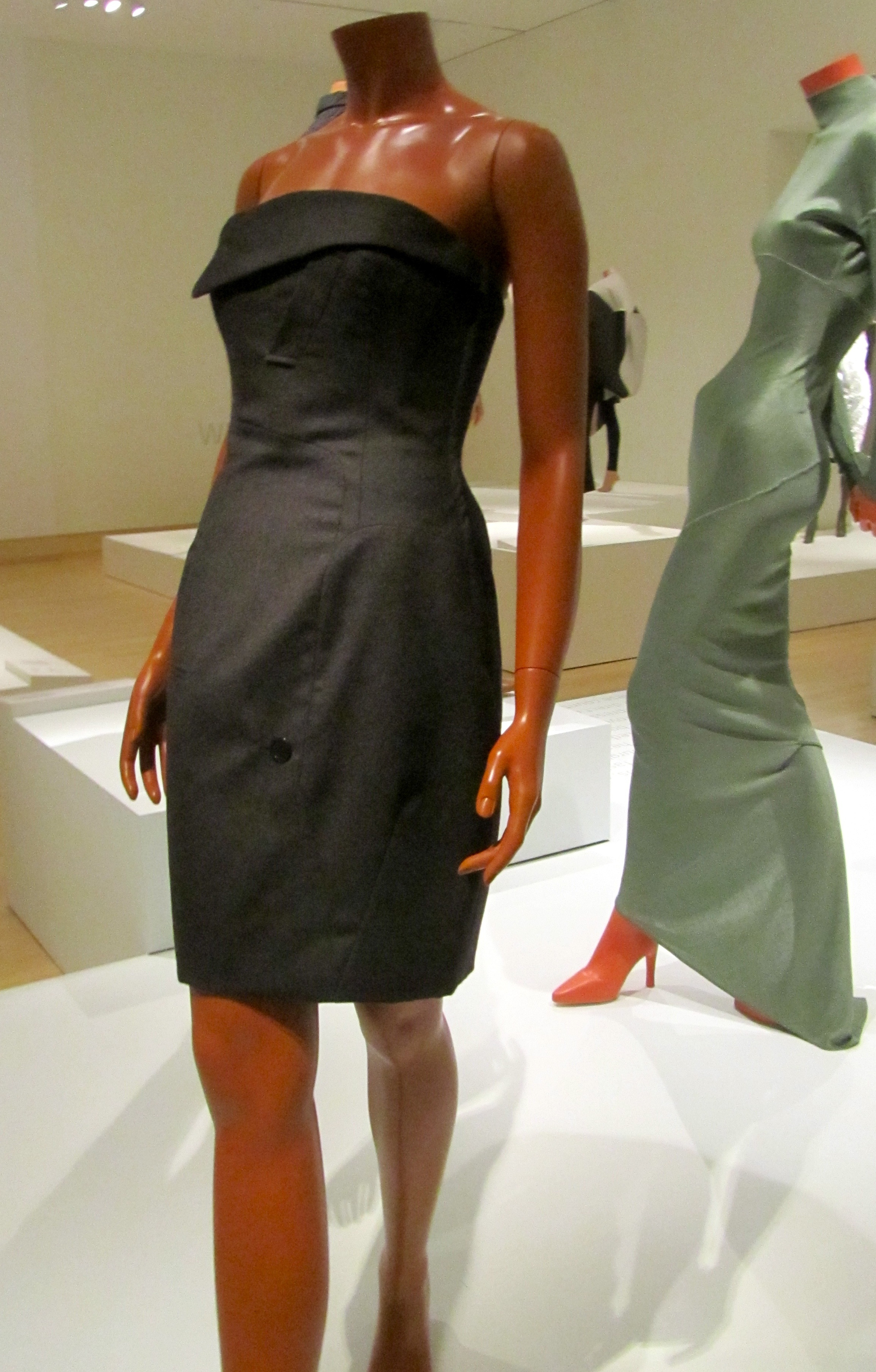
프랑코 모스키노가 만든 드레스

프랑코 모스키노(Franco Moschino, 1950년 2월 27일 ~ 1994년 9월 18일)는 이탈리아의 패션 디자이너이다. 1983년에 브랜드 모스키노를 창립했다.